# Ostra Górka (województwo świętokrzyskie)
Ostra Górka – wieś w Polsce, położona w województwie świętokrzyskim, w powiecie włoszczowskim, w gminie Krasocin. Wchodzi w skład sołectwa Brygidów.
W latach 1975–1998 wieś administracyjnie należała do województwa kieleckiego.